# Lagynidae
Lagynidae es una familia de foraminíferos bentónicos del suborden Allogromiina y del orden Allogromiida. Su rango cronoestratigráfico abarca el Holoceno.

## Clasificación
Lagynidae incluye a las siguientes géneros:
- Apogromia
- Belaria
- Boderia
- Cystophrys
- Diplophrys
- Heterogromia
- Heterotheca
- Kibisidytes
- Lagynis
- Microcometes
- Myxotheca
- Ophiotuba
- Pilalla
- Plagiophrys
- Pseudoditrema
- Rhumblerinella
- Schultzella

Otros géneros considerados en Lagynidae son:
- Microgromia o Mikrogromia, aceptado como Cystophrys
- Echinogromia, de estatus incierto
- Exassula, aceptado como Lagynis
- Platoum, aceptado como Lagynis
- Schultzia, aceptado como Schultzella